# Club Sport Emelec (tenis de mesa)

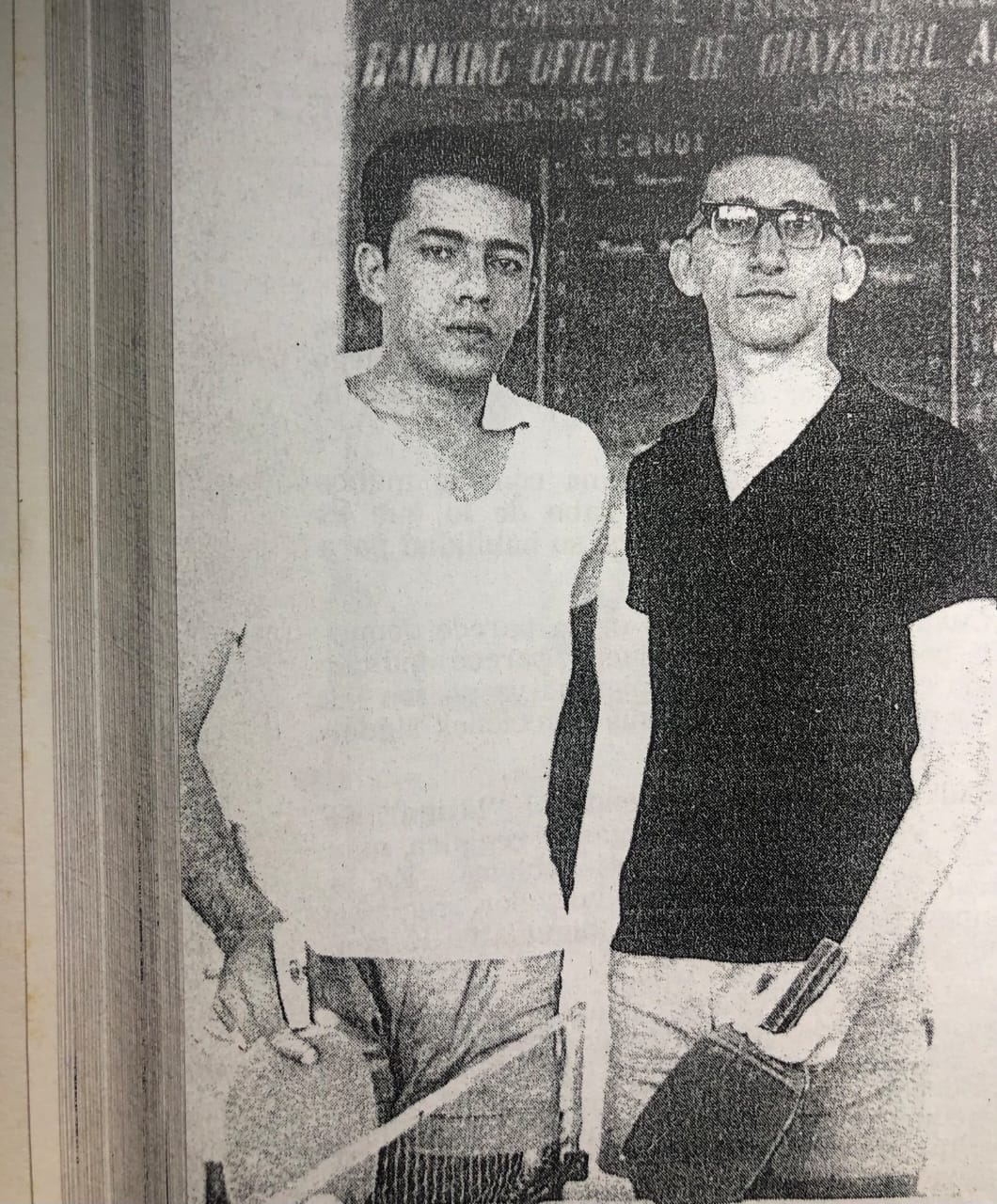
Jaime Muñoz Tricampeón del Guayas 1960, 1961, 1962

Emelec, es un equipo de tenis de mesa filial del Club Sport Emelec. Es un equipo que ha participado intermitentemente en los campeonatos de Súper Liga de Tenis de Mesa. Con una totalidad de 4 títulos. Entre los miembros de directorio del Club Sport Emelec se incluye un miembro permanente de la comisión de tenis de mesa.

## Historia
En 1952 Emelec fue campeón provincial del Guayas con Luis Rodríguez Rendón, y tricampeón con Jaime Muñoz del 1960 al 1962. La historia del equipo de tenis de mesa eléctrico como campeón nacional comienza en el año 2009 cuando se organizó el campeonato nacional de tenis de mesa que llevó el nombre de Súper Liga de Tenis de Mesa. En aquel campeonato que participaron siete equipo, Hebei A, Hebei B, El Nacional, Guayaquil Tenis Club y Tecni Club.
La final fue disputada por Tecni Club (Azuay) vs Emelec. El equipo azul estaba integrado por los jugadores Alberto Miño, Dino Suárez-Avilés y Óscar Sánchez. 

## Palmarés
| Mayores               | N.º | Títulos                      |
| --------------------- | --- | ---------------------------- |
| Campeonato Nacional   | 4   | 2009 A, 2010 A, 2009 C, 2010 |
| Campeonato del Guayas | 4   | 1954, 1960, 1961, 1962       |